# 문맥 붕괴

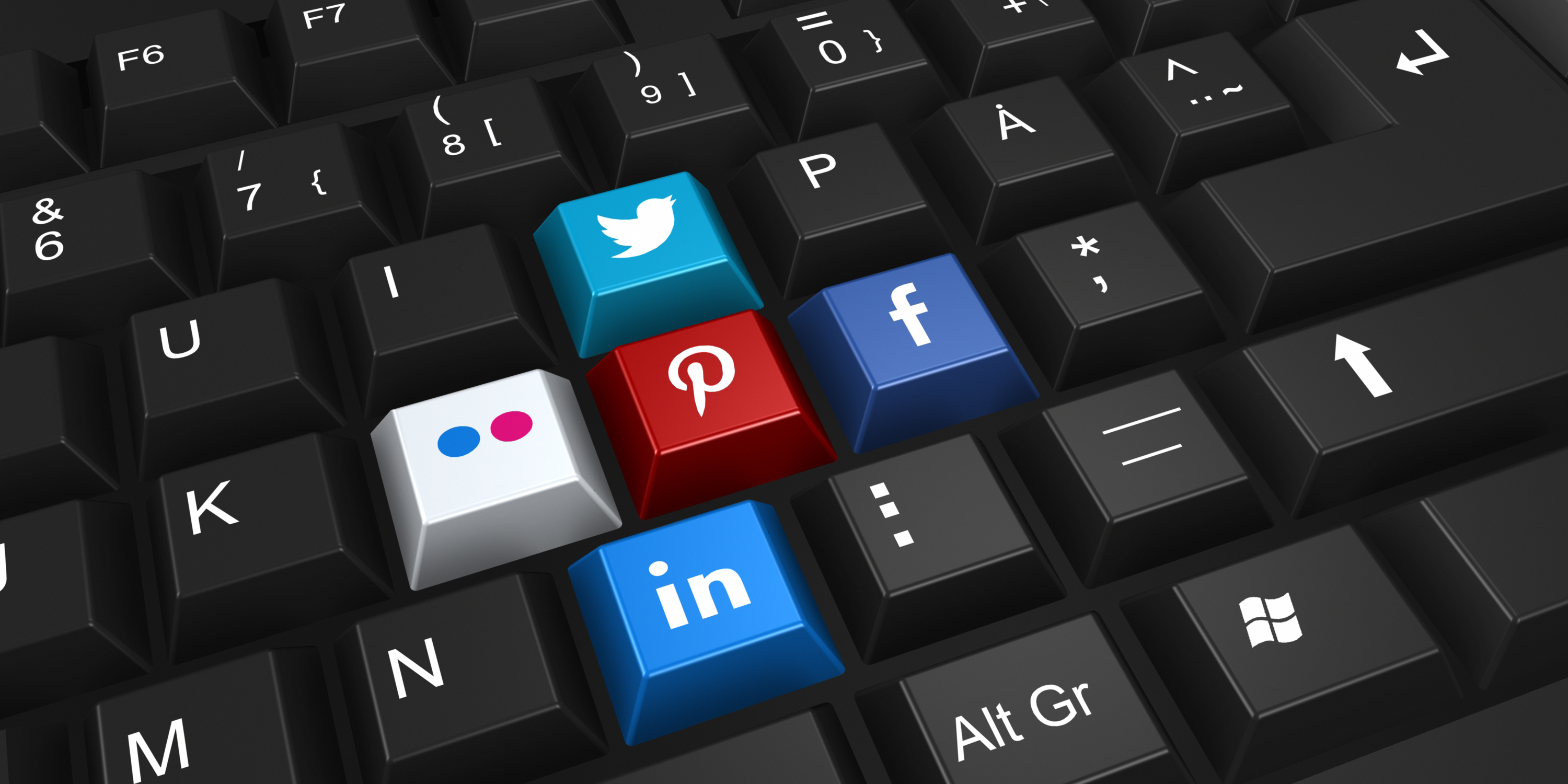
소셜 미디어의 부상은 맥락 붕괴에 대한 아이디어를 점점 더 적절하게 만들었다.

문맥 붕괴 (文脉崩溃) 또는 "여러 명의 독자를 하나의 맥락으로 납작하게 만드는 것"은 인터넷, 특히 소셜 미디어에서 인간 상호작용의 연구로부터 생겨난 용어이다. 문맥 붕괴는 "다른 독자의 과잉이 동일한 공간을 차지하고, 한 독자를 대상으로 한 정보가 다른 독자에게 전달될 때 일반적으로 발생한다" 새로운 독자나 독자가 원래 문맥을 이해하지 못하는 경우에 더욱 강해진다.

## 역사

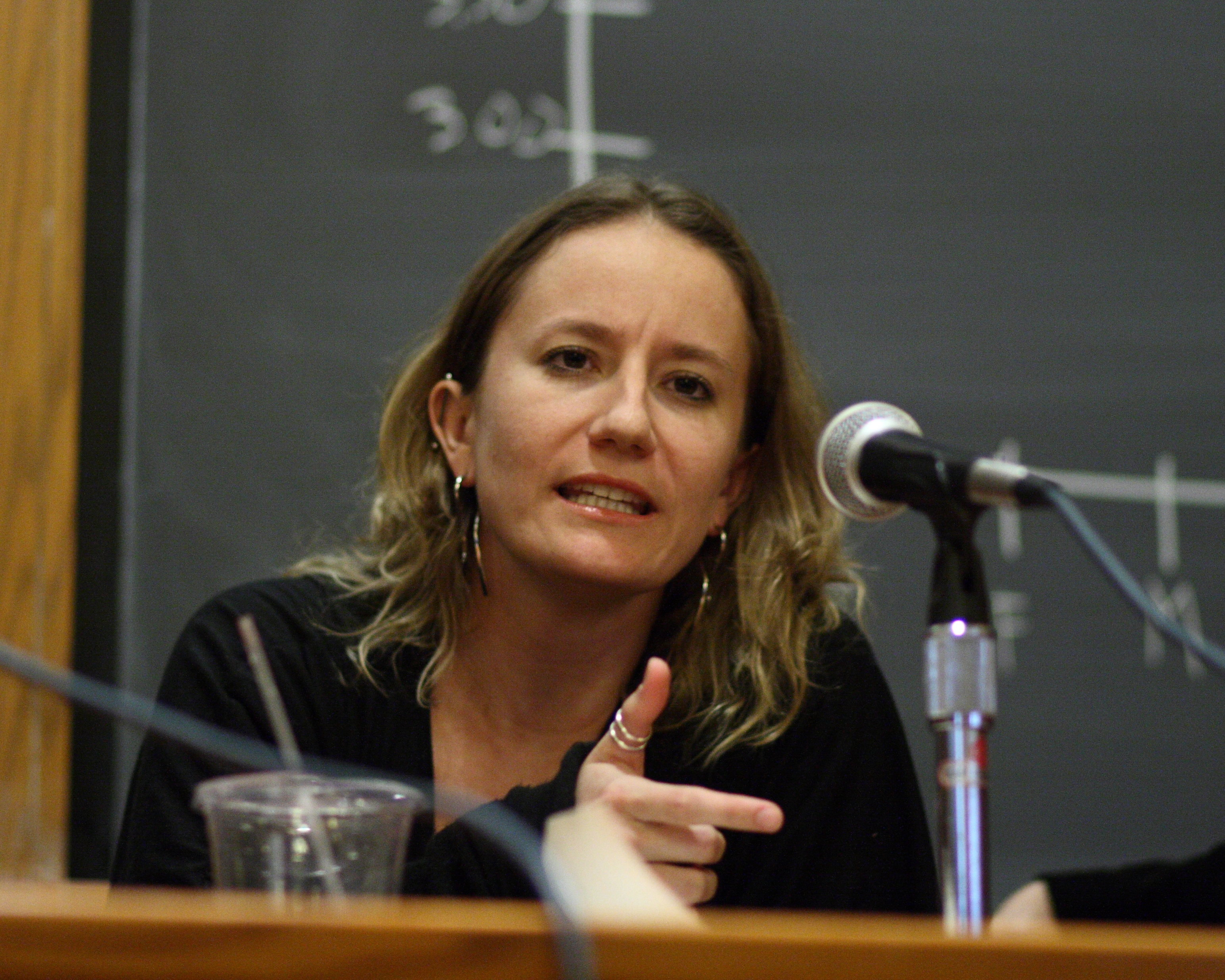
2009년 예일 대학교에서 기술에 관한 글을 쓰는 작가 원탁 회의에 참석 한 Danah Boyd.

이 용어는 어빙 고프만과 조슈아 메이로비츠의 작품에서 나왔다. 그의 책 No Sense of Place (1985)에서, 메이로비츠는 텔레비전과 라디오와 같은 매체에 이 개념을 처음 적용했으며, 그는 이 새로운 종류의 기술이 제작되고 있는 콘텐츠가 널리 방송되면서 다른 종류의 청중들 사이의 장벽을 깼다고 주장했다. 이 용어는 다나 보이드, 앨리스 마윅, 마이클 웨쉬에 의해 처음 사용되었다. 보이드는 2000년대 초에 마이스페이스와 프렌스터와 같은 소셜 미디어 사이트와 관련하여 '붕괴된 문맥'이라는 용어를 만든 것으로 여겨진다.

## 소셜 미디어
소셜 미디어의 부상과 함께 컨텍스트 붕괴의 개념은 훨씬 더 두드러지게 되었다. 왜냐하면 이러한 플랫폼들 중 다수는 사용자들이 그들의 청중을 구체적으로 식별하고 결정하는 것을 제한하기 때문이다.
트위터에서는 리트윗 기능과 함께 문맥이 축소된다. 공개 사용자가 '트윗'으로 알려진 소셜 미디어 게시물을 올리면, 누구나 리트윗을 할 수 있고, 따라서 새로운 청중에게 콘텐츠를 소개할 수 있다. 이때 원치 않는 주의를 피하기 위해 일부 사용자는 '최저 공통 분모' 접근 방식을 사용할 수 있다. 이는 사용자가 모든 청중에게 적합한 것으로 알고 있는 콘텐츠를 온라인으로만 게시할 수 있는 경우다.

## 문맥 붕괴 유형
문맥 붕괴에는 문맥 담합와 문맥 충돌의 두 가지 주요 유형이 있다. 문맥 담합은 의도적인 것으로 간주되는 반면 문맥 충돌은 의도하지 않은 것으로 간주된다.
오프라인의 문맥 담합의 한 예는 서로 다른 사회 집단들이 의도적으로 결합되는 결혼식으로 볼 수 있다. 페이스북과 같은 소셜미디어 사이트에서는 다양한 소셜네트워크서비스(SNS)의 관심을 끌 수 있는 문맥 담합이 등장하고 있다.
문맥 충돌은 누군가 다른 사람에 대해 농담을 하는 경우에 나타나며, 그들 역시 듣고 있다는 것을 알지 못한다. 웹에서 문맥 충돌의 예는 회사가 실수로 사용자에 대한 개인 정보를 제공하는 경우다.